# Austrocidaria cedrinodes
Austrocidaria cedrinodes là một loài bướm đêm trong họ Geometridae.